# Перун Микола Самійлович
Микола Самійлович Перун (1928 — ?) — радянський діяч, секретар Донецького обласного комітету КПУ, відповідальний секретар Комітету партійного контролю при ЦК КПРС.

## Біографія
Освіта вища. Член ВКП(б) з 1949 року.
У 1963—1964 роках — заступник голови Донецького промислового обласного комітету партійно-державного контролю.
7 грудня 1964 — 1966 року — завідувач відділу пропаганди і агітації Донецького обласного комітету КПУ.
У липні (затв.) 1966 — 26 грудня 1968 року — секретар Донецького обласного комітету КПУ з питань ідеології.
У 1968 — після 1983 року — заступник завідувача відділу організаційно-партійної роботи ЦК КПРС у Москві.
На 1985—1989 роки — відповідальний секретар Комітету партійного контролю при ЦК КПРС.
Потім — на пенсії в Москві.

## Нагороди
- орден Трудового Червоного Прапора
- ордени
- медалі